# Ayaan Khan
Ayaan Mohammed Khan (* 30. August 1992 in Bhopal, Indien) ist ein omanischer Cricketspieler, der seit 2021 für die omanische Nationalmannschaft spielt.

## Kindheit und Ausbildung
Khan entstammt einer Sportlerfamilie. Sein Onkel, Ahmed Sher Khan, nahm an den olympischen Sommerspielen 1936 im Hockey teil und sein Cousin Aslam Sher Khan gewann mit der indischen Hockeynationalmannschaft die Feldhockey-Weltmeisterschaft 1975. Er entschied sich wie sein Bruder für Cricket und durchlief dann die Akltersklassenmannschaften von Madhya Pradesh.

## Aktive Karriere
Sein Debüt im indischen nationalen Cricket gab er im Jahr 2016 für Madhya Pradesh. Jedoch konnte er sich dort nicht durchsetzen und wanderte daraufhin in den Oman aus. Sein indischer Trainer vermittelte ihm dort Kontakte, so dass er einen Job fand. Während der Übergangszeit, die er verstreichen lassen musste, bis er für Oman spielberechtigt war, spielte er im nationalen omanischen Cricket. Er gab sein Debüt in der Nationalmannschaft im September 2021 bei einem heimischen Drei-Nationen-Turnier gegen Nepal. Bei dem Turnier erreichte er gegen die Vereinigten Staaten vier (4/36) und im Folgeturnier gegen Papua-Neuguinea drei Wickets (3/12). Im Oktober gab er beim ICC Men’s T20 World Cup 2021 sein Debüt im Twenty20-Cricket gegen Papua-Neuguinea. Nach dem Turnier erzielte er bei einem Drei-Nationen-Turnier in Namibiagegen den Namibia ein Fifty über 83 Runs, wofür er als Spieler des Spiels ausgezeichnet wurde. Ein weiteres Fifty (77 Runs) folgte im März 2022 gegen die Vereinigten Arabischen Emirate. Während einem Drei-Nationen-Turnier in den Vereinigten Arabischen Emiraten im April erreichte er gegen Schottland (68 Runs) und Papua-Neuguinea (62* Runs) jeweils ein Fifty. Im darauffolgenden Juni gelang ihm das bei einem Drei-Nationen-Turnier in den Vereinigten Staaten gegen den Gastgeber erneut (59 Runs). Während des ICC Cricket World Cup Qualifier 2023 konnte er mit 105* Runs aus 92 Bällen gegen die Niederlande sein erstes internationales Century erzielen. Das reichte jedoch nicht zum Sieg und Oman scheiterte an der Qualifikation für den Cricket World Cup 2023. Bei der Gulf Cricket T20I Championship konnte er ein Fifty über 53* Runs gegen die Vereinigten Arabischen Emirate erreichen. Er war auch im Team bei der asiatischen Qualifikation für die Twenty20-Weltmeisterschaft im November 2023 und half dort die Qualifikation zu sichern. Er wurde dann für den ICC Men’s T20 World Cup 2024 nominiert und erzielte dort als beste Leistung gegen Schottland 41* Runs.